# Линн, Лоретта
Лоре́тта Линн (англ. Loretta Lynn, урожд. Лоретта Уэбб (англ. Loretta Webb); 14 апреля 1932[…], Батчер-Холлоу, Кентукки — 4 октября 2022, Харрикейн-Миллс, Теннесси) — американская певица и композитор, одна из наиболее популярных исполнительниц кантри в 1960—80-х годах. За 60 лет своей карьеры Линн записала более сорока музыкальных альбомов, некоторые из которых получали статус золотого.

## Биография
Лоретта Уэбб родилась 14 апреля 1932 года в Батчер-Холлоу, штат Кентукки старшей дочерью и вторым ребёнком в семье Клары Мари (урожденная Рами, 1912—1981) и Мелвина Теодора Уэбба (1906—1959). В возрасте пятнадцати лет вышла замуж за Оливера Линна (1926—1996), вместе с которым переехала в штат Вашингтон. Её музыкальная карьера берёт начало в 1959 году, когда супруг подарил ей гитару. Последующие три года она посвятила изучению и совершенствованию игры на гитаре, после чего создала собственную музыкальную группу.
В 1960 году она подписала контракт с лейблом «Zero Records», который выпустил её дебютный сингл «I’m a Honky Tonk Girl», достигший вскоре высоких позиций в чартах радиостанций. Её успех был замечен популярным кантри-дуэтом «The Wilburn Brothers», которые взяли Линн с собой в турне по США. В дальнейшем певица записала ещё ряд синглов, благодаря которым она стала заметной фигурой в кантри и одной из самых ярких женщин-исполнительницей в этом жанре. С 1967 года по настоящее время у Линн вышли 16 синглов, занявших первое место в американском хит-параде категории «кантри», среди которых «Don’t Come Home A' Drinkin' (With Lovin' on Your Mind)», «You Ain’t Woman Enough», «Fist City» и «Coal Miner’s Daughter». Также популярностью пользовались записи дуэта Линн и Конвея Твитти.
В 1976 году Линн выпустила автобиографию «Дочь шахтёра», ставшую бестселлером, которая также легла в основу одноимённого фильма 1980 года, где роль певицы исполнила Сиси Спейсек. За годы своей карьеры Линн удостоена множества престижных музыкальных наград, среди которых «Грэмми» и премия от Академия кантри музыки США. Помимо этого её имя увековечено в Зале славы кантри и Зале славы авторов песен. В 2013 году Барак Обама вручил ей Президентскую медаль Свободы.
Хотя Линн откровенно высказывала свои взгляды на спорные социальные и политические темы, она считала себя аполитичной, заявляя, что в её музыке нет политики. В 1988 году певица участвовала в компании Джорджа Буша-старшего на президентских выборах в 1988 году. В 2016 году Линн выразила поддержку президентской кампании Дональда Трампа.

## Личная жизнь
В 1948—1996 годы Лоретта Линн была замужем за музыкальным менеджером Оливером Линном (1924—1996). У супругов родилось шестеро детей: дочь Бетти Сью Линн (1948—2013), два сына, Джек Бенни Линн (1949—1984) и Эрнест Рэй Линн (род. 1951), и ещё три дочери: Клара Мари Линн (род. 1952) и близнецы Пегги Джин и Пэтси Айлин Линн (род. 1964).
Второй ребёнок и старший сын супругов, 34-летний Джек Линн, утонул 22 июля 1984 года, пытаясь переплыть вброд реку на семейном ранчо в Теннесси. 71-летний супруг Линн, Оливер, скончался 22 августа 1996 года от сердечной недостаточности и осложнений от диабета. Первенец супругов, 64-летняя дочь Бетти Линн, скончалась 29 июля 2013 года от эмфиземы.
По состоянию на апрель 2017 года, у Линн были 21 внук и внучка, а также множество правнуков и, возможно, имеет праправнуков. Один из её внуков, сын её умершей дочери Бетти, 47-летний Джеффри Аллен Линн, скончался 6 июня 2016 года.
4 мая 2017 года Линн перенесла инсульт, а 1 января 2018 года сломала бедро, поскользнувшись во время игры с собакой. Это привело к отмене её единственного концерта в 2018 году. На свое 87-летие в Opry Линн выступила на своем последнем большом концерте. В 2020 году певица появилась в последний раз на публике, выступив с песней «Coal Miners Daughter» на 4 июля на своём ранчо.
Лоретта Линн умерла во сне в своём доме в Харрикейн-Миллс, штат Теннесси, 4 октября 2022 года в возрасте 90 лет.

## Дискография
Студийные альбомы
- 1963: Loretta Lynn Sings
- 1964: Before I’m Over You
- 1965: Songs from My Heart
- 1965: Hymns
- 1965: Blue Kentucky Girl
- 1965: Mr. & Mrs. Used to Be (совместно с Эрнестом Таббом)
- 1966: I Like 'Em Country
- 1966: A Country Christmas
- 1966: You Ain’t Woman Enough
- 1967: Don’t Come Home a Drinkin' (With Lovin' on Your Mind) (США: Золотой)
- 1967: Ernest Tubb & Loretta Lynn Singin' Again (совместно с Эрнестом Таббом)
- 1967: Singin' with Feelin'
- 1968: Fist City
- 1968: Who Says God Is Dead!
- 1969: Your Squaw Is on the Warpath
- 1969: If We Put Our Heads Together (совместно с Эрнестом Таббом)
- 1969: Woman of the World / To Make a Man
- 1970: Wings Upon Your Horns
- 1970: Loretta Lynn Writes 'em & Sings 'em
- 1970: Coal Miner’s Daughter (США: Золотой)
- 1971: I Wanna Be Free
- 1971: We Only Make Believe (совместно с Конвеем Твитти) (США: Золотой)
- 1971: You’re Lookin' at Country
- 1972: Lead Me On (совместно с Конвеем Твитти) (США: Золотой)
- 1972: One’s on the Way
- 1972: Here I Am Again
- 1973: Entertainer of the Year
- 1973: Louisiana Woman, Mississippi Man (совместно с Конвеем Твитти)
- 1973: Love Is the Foundation
- 1974: They Don’t Make 'em Like My Daddy
- 1974: Country Partners (совместно с Конвеем Твитти)
- 1975: Back to the Country
- 1975: Feelin’s (совместно с Конвеем Твитти)
- 1975: Home
- 1976: When the Tingle Becomes a Chill
- 1976: United Talent (совместно с Конвеем Твитти)
- 1976: Somebody, Somewhere
- 1977: I Remember Patsy
- 1977: Dynamic Duo (совместно с Конвеем Твитти)
- 1978: Out of My Head and Back in Bed
- 1978: Honky Tonk Heroes (совместно с Конвеем Твитти)
- 1979: We’ve Come a Long Way Baby
- 1979: Diamond Duet (совместно с Конвеем Твитти)
- 1980: Loretta
- 1980: Lookin' Good
- 1981: Two’s a Party (совместно с Конвеем Твитти)
- 1981: I Lie
- 1982: Making Love from Memory
- 1983: Lyin', Cheatin', Woman Chasin', Honky Tonkin', Whiskey Drinkin' You
- 1985: Just a Woman
- 1988: Who Was That Stranger
- 1989: Makin' Believe (совместно с Конвеем Твитти)
- 1993: Honky Tonk Angels (Долли Партон, Лоретта Линн, Тэмми Уайнетт) (США: Золотой)
- 1994: Making More Memories
- 1997: All Time Gospel Favorites
- 2000: Still Country
- 2004: Van Lear Rose
- 2016: Full Circle
- 2021: Still Woman Enough